# Asota andamana
Asota andamana är en fjärilsart som beskrevs av Moore 1877. Asota andamana ingår i släktet Asota och familjen nattflyn. Inga underarter finns listade i Catalogue of Life.